# Cambodjaanse voetbalcompetitie
De Cambodjaanse voetbalcompetitie (Metfone C-League), opgericht in 1982 door de Cambodjaanse voetbalbond is de hoogste divisie van Cambodja. De winnaar kwalificeert zich voor de AFC President's Cup.

## De teams
- Build Bright United FC
- Commissariat Police
- Khemara Keila
- Kirivong Sok Sen Chey
- Nagacorp FC
- National Defense Ministry
- Phnom Penh Crown
- Preah Khan Reach
- Prek Pra Keila
- Rithy Sen Kompong Chhnang

De winnaar van de competitie krijgt vijftig miljoen Riels, de tweede krijgt dertig miljoen Riels, de derde krijgt twintig miljoen Riels, de vierde tien miljoen Riels en de vijfde vijf miljoen Riels. Ook is er een fair play prijs waarvan de winnaar vijf miljoen Riels krijgt.
Van de tien teams is Kirivong Sok Sen Chey uit de provincie Takeo de enige club die niet uit de hoofdstad Phnom Penh komt.

## Beste clubs
| Club                                                       | Aantal keren kampioen | In de jaren     |
| ---------------------------------------------------------- | --------------------- | --------------- |
| National Defense Ministry                                  | 3                     | '85, '86 en '93 |
| Ministry of Commerce FC                                    | 3                     | '82, '83 en '84 |
| Phnom Penh Crown(eerst Phnom Penh Empire en Samart United) | 3                     | '02, '08 en '10 |
| Nagacorp FC                                                | 2                     | '07 en '09      |
| Ministry of Transports                                     | 2                     | '89 en '90      |
| Department of Municipal Constructions                      | 2                     | '91 en '92      |
| Civil Aviation                                             | 2                     | '94 en '95      |
| Body Guards Clubs                                          | 2                     | '96 en '97      |
| Royal Dolphins                                             | 2                     | '98 en '99      |
| Khemara Keila                                              | 2                     | '05 en '06      |
| Kampong Cham Province                                      | 1                     | '88             |
| National Police FC                                         | 1                     | '00             |